# Kostolné
Kostolné (Hongaars: Nagyegyházas) is een Slowaakse gemeente in de regio Trenčín, en maakt deel uit van het district Myjava.
Kostolné telt 625 inwoners.